# Козюра Геннадій Володимирович
Козюра Геннадій Володимирович - (12 листопада 1955, м.Горлівка), український шаховий композитор, міжнародний майстер з шахової композиції.

## Біографія
Народився 12 листопада 1955 року в місті Горлівка Донецької області. Проживає в м.Полтава. У 1987 році закінчив Харківський національний університет імені В.Н. Каразіна, інженер-геолог. 
Першу задачу надрукував у 1971 році. Всього опублікував близько 1000 композицій, з яких більше 200 творів відзначені призами в міжнародних турнірах, в тому числі 50 - першими. Улюблений жанр - задачі на зворотний мат з правильними матами, палкий прихильник і один з лідерів чеської школи в цьому жанрі.  

## Звання та титули
- Майстер ФІДЕ (2012).
- Міжнародний майстер з шахової композиції (2015).
- Міжнародний арбітр [Архівовано 2 Квітня 2019 у Wayback Machine.] (2013)
- Майстер спорту СРСР з боксу (1982).

## Спортивні досягнення
- Віце-чемпіон світу у складі команди України зі складання у 9-му чемпіонаті світу [Архівовано 25 Квітня 2019 у Wayback Machine.].
- Віце-чемпіон світу у складі команди України зі складання у 10-му чемпіонаті світу [Архівовано 27 Квітня 2019 у Wayback Machine.].
- Віце-чемпіон світу у складі команди України зі складання у 11-му чемпіонаті світу 2022
- 3-е місце в чемпіонаті світу в особистому заліку 2019-2021
- 1-е місце в Кубку FIDE 2017 року [Архівовано 13 Лютого 2019 у Wayback Machine.].
- 1-е місце в Кубку FIDE 2022 року.
- Чемпіон та багаторазовий призер чемпіонатів України в особистому заліку.
- Чемпіон України в командному заліку.

## Задачі
|   | a | b | c | d | e | f | g | h |   |
| 8 | a8 білий слон · c8 білий король · g7 чорний кінь · e6 чорний пішак · f6 чорний пішак · a5 білий слон · e5 чорний король · f5 чорний пішак · f4 чорна тура · g3 білий ферзь · b1 чорний кінь · f1 білий кінь | a8 білий слон · c8 білий король · g7 чорний кінь · e6 чорний пішак · f6 чорний пішак · a5 білий слон · e5 чорний король · f5 чорний пішак · f4 чорна тура · g3 білий ферзь · b1 чорний кінь · f1 білий кінь | a8 білий слон · c8 білий король · g7 чорний кінь · e6 чорний пішак · f6 чорний пішак · a5 білий слон · e5 чорний король · f5 чорний пішак · f4 чорна тура · g3 білий ферзь · b1 чорний кінь · f1 білий кінь | a8 білий слон · c8 білий король · g7 чорний кінь · e6 чорний пішак · f6 чорний пішак · a5 білий слон · e5 чорний король · f5 чорний пішак · f4 чорна тура · g3 білий ферзь · b1 чорний кінь · f1 білий кінь | a8 білий слон · c8 білий король · g7 чорний кінь · e6 чорний пішак · f6 чорний пішак · a5 білий слон · e5 чорний король · f5 чорний пішак · f4 чорна тура · g3 білий ферзь · b1 чорний кінь · f1 білий кінь | a8 білий слон · c8 білий король · g7 чорний кінь · e6 чорний пішак · f6 чорний пішак · a5 білий слон · e5 чорний король · f5 чорний пішак · f4 чорна тура · g3 білий ферзь · b1 чорний кінь · f1 білий кінь | a8 білий слон · c8 білий король · g7 чорний кінь · e6 чорний пішак · f6 чорний пішак · a5 білий слон · e5 чорний король · f5 чорний пішак · f4 чорна тура · g3 білий ферзь · b1 чорний кінь · f1 білий кінь | a8 білий слон · c8 білий король · g7 чорний кінь · e6 чорний пішак · f6 чорний пішак · a5 білий слон · e5 чорний король · f5 чорний пішак · f4 чорна тура · g3 білий ферзь · b1 чорний кінь · f1 білий кінь | 8 |
| 7 | a8 білий слон · c8 білий король · g7 чорний кінь · e6 чорний пішак · f6 чорний пішак · a5 білий слон · e5 чорний король · f5 чорний пішак · f4 чорна тура · g3 білий ферзь · b1 чорний кінь · f1 білий кінь | a8 білий слон · c8 білий король · g7 чорний кінь · e6 чорний пішак · f6 чорний пішак · a5 білий слон · e5 чорний король · f5 чорний пішак · f4 чорна тура · g3 білий ферзь · b1 чорний кінь · f1 білий кінь | a8 білий слон · c8 білий король · g7 чорний кінь · e6 чорний пішак · f6 чорний пішак · a5 білий слон · e5 чорний король · f5 чорний пішак · f4 чорна тура · g3 білий ферзь · b1 чорний кінь · f1 білий кінь | a8 білий слон · c8 білий король · g7 чорний кінь · e6 чорний пішак · f6 чорний пішак · a5 білий слон · e5 чорний король · f5 чорний пішак · f4 чорна тура · g3 білий ферзь · b1 чорний кінь · f1 білий кінь | a8 білий слон · c8 білий король · g7 чорний кінь · e6 чорний пішак · f6 чорний пішак · a5 білий слон · e5 чорний король · f5 чорний пішак · f4 чорна тура · g3 білий ферзь · b1 чорний кінь · f1 білий кінь | a8 білий слон · c8 білий король · g7 чорний кінь · e6 чорний пішак · f6 чорний пішак · a5 білий слон · e5 чорний король · f5 чорний пішак · f4 чорна тура · g3 білий ферзь · b1 чорний кінь · f1 білий кінь | a8 білий слон · c8 білий король · g7 чорний кінь · e6 чорний пішак · f6 чорний пішак · a5 білий слон · e5 чорний король · f5 чорний пішак · f4 чорна тура · g3 білий ферзь · b1 чорний кінь · f1 білий кінь | a8 білий слон · c8 білий король · g7 чорний кінь · e6 чорний пішак · f6 чорний пішак · a5 білий слон · e5 чорний король · f5 чорний пішак · f4 чорна тура · g3 білий ферзь · b1 чорний кінь · f1 білий кінь | 7 |
| 6 | a8 білий слон · c8 білий король · g7 чорний кінь · e6 чорний пішак · f6 чорний пішак · a5 білий слон · e5 чорний король · f5 чорний пішак · f4 чорна тура · g3 білий ферзь · b1 чорний кінь · f1 білий кінь | a8 білий слон · c8 білий король · g7 чорний кінь · e6 чорний пішак · f6 чорний пішак · a5 білий слон · e5 чорний король · f5 чорний пішак · f4 чорна тура · g3 білий ферзь · b1 чорний кінь · f1 білий кінь | a8 білий слон · c8 білий король · g7 чорний кінь · e6 чорний пішак · f6 чорний пішак · a5 білий слон · e5 чорний король · f5 чорний пішак · f4 чорна тура · g3 білий ферзь · b1 чорний кінь · f1 білий кінь | a8 білий слон · c8 білий король · g7 чорний кінь · e6 чорний пішак · f6 чорний пішак · a5 білий слон · e5 чорний король · f5 чорний пішак · f4 чорна тура · g3 білий ферзь · b1 чорний кінь · f1 білий кінь | a8 білий слон · c8 білий король · g7 чорний кінь · e6 чорний пішак · f6 чорний пішак · a5 білий слон · e5 чорний король · f5 чорний пішак · f4 чорна тура · g3 білий ферзь · b1 чорний кінь · f1 білий кінь | a8 білий слон · c8 білий король · g7 чорний кінь · e6 чорний пішак · f6 чорний пішак · a5 білий слон · e5 чорний король · f5 чорний пішак · f4 чорна тура · g3 білий ферзь · b1 чорний кінь · f1 білий кінь | a8 білий слон · c8 білий король · g7 чорний кінь · e6 чорний пішак · f6 чорний пішак · a5 білий слон · e5 чорний король · f5 чорний пішак · f4 чорна тура · g3 білий ферзь · b1 чорний кінь · f1 білий кінь | a8 білий слон · c8 білий король · g7 чорний кінь · e6 чорний пішак · f6 чорний пішак · a5 білий слон · e5 чорний король · f5 чорний пішак · f4 чорна тура · g3 білий ферзь · b1 чорний кінь · f1 білий кінь | 6 |
| 5 | a8 білий слон · c8 білий король · g7 чорний кінь · e6 чорний пішак · f6 чорний пішак · a5 білий слон · e5 чорний король · f5 чорний пішак · f4 чорна тура · g3 білий ферзь · b1 чорний кінь · f1 білий кінь | a8 білий слон · c8 білий король · g7 чорний кінь · e6 чорний пішак · f6 чорний пішак · a5 білий слон · e5 чорний король · f5 чорний пішак · f4 чорна тура · g3 білий ферзь · b1 чорний кінь · f1 білий кінь | a8 білий слон · c8 білий король · g7 чорний кінь · e6 чорний пішак · f6 чорний пішак · a5 білий слон · e5 чорний король · f5 чорний пішак · f4 чорна тура · g3 білий ферзь · b1 чорний кінь · f1 білий кінь | a8 білий слон · c8 білий король · g7 чорний кінь · e6 чорний пішак · f6 чорний пішак · a5 білий слон · e5 чорний король · f5 чорний пішак · f4 чорна тура · g3 білий ферзь · b1 чорний кінь · f1 білий кінь | a8 білий слон · c8 білий король · g7 чорний кінь · e6 чорний пішак · f6 чорний пішак · a5 білий слон · e5 чорний король · f5 чорний пішак · f4 чорна тура · g3 білий ферзь · b1 чорний кінь · f1 білий кінь | a8 білий слон · c8 білий король · g7 чорний кінь · e6 чорний пішак · f6 чорний пішак · a5 білий слон · e5 чорний король · f5 чорний пішак · f4 чорна тура · g3 білий ферзь · b1 чорний кінь · f1 білий кінь | a8 білий слон · c8 білий король · g7 чорний кінь · e6 чорний пішак · f6 чорний пішак · a5 білий слон · e5 чорний король · f5 чорний пішак · f4 чорна тура · g3 білий ферзь · b1 чорний кінь · f1 білий кінь | a8 білий слон · c8 білий король · g7 чорний кінь · e6 чорний пішак · f6 чорний пішак · a5 білий слон · e5 чорний король · f5 чорний пішак · f4 чорна тура · g3 білий ферзь · b1 чорний кінь · f1 білий кінь | 5 |
| 4 | a8 білий слон · c8 білий король · g7 чорний кінь · e6 чорний пішак · f6 чорний пішак · a5 білий слон · e5 чорний король · f5 чорний пішак · f4 чорна тура · g3 білий ферзь · b1 чорний кінь · f1 білий кінь | a8 білий слон · c8 білий король · g7 чорний кінь · e6 чорний пішак · f6 чорний пішак · a5 білий слон · e5 чорний король · f5 чорний пішак · f4 чорна тура · g3 білий ферзь · b1 чорний кінь · f1 білий кінь | a8 білий слон · c8 білий король · g7 чорний кінь · e6 чорний пішак · f6 чорний пішак · a5 білий слон · e5 чорний король · f5 чорний пішак · f4 чорна тура · g3 білий ферзь · b1 чорний кінь · f1 білий кінь | a8 білий слон · c8 білий король · g7 чорний кінь · e6 чорний пішак · f6 чорний пішак · a5 білий слон · e5 чорний король · f5 чорний пішак · f4 чорна тура · g3 білий ферзь · b1 чорний кінь · f1 білий кінь | a8 білий слон · c8 білий король · g7 чорний кінь · e6 чорний пішак · f6 чорний пішак · a5 білий слон · e5 чорний король · f5 чорний пішак · f4 чорна тура · g3 білий ферзь · b1 чорний кінь · f1 білий кінь | a8 білий слон · c8 білий король · g7 чорний кінь · e6 чорний пішак · f6 чорний пішак · a5 білий слон · e5 чорний король · f5 чорний пішак · f4 чорна тура · g3 білий ферзь · b1 чорний кінь · f1 білий кінь | a8 білий слон · c8 білий король · g7 чорний кінь · e6 чорний пішак · f6 чорний пішак · a5 білий слон · e5 чорний король · f5 чорний пішак · f4 чорна тура · g3 білий ферзь · b1 чорний кінь · f1 білий кінь | a8 білий слон · c8 білий король · g7 чорний кінь · e6 чорний пішак · f6 чорний пішак · a5 білий слон · e5 чорний король · f5 чорний пішак · f4 чорна тура · g3 білий ферзь · b1 чорний кінь · f1 білий кінь | 4 |
| 3 | a8 білий слон · c8 білий король · g7 чорний кінь · e6 чорний пішак · f6 чорний пішак · a5 білий слон · e5 чорний король · f5 чорний пішак · f4 чорна тура · g3 білий ферзь · b1 чорний кінь · f1 білий кінь | a8 білий слон · c8 білий король · g7 чорний кінь · e6 чорний пішак · f6 чорний пішак · a5 білий слон · e5 чорний король · f5 чорний пішак · f4 чорна тура · g3 білий ферзь · b1 чорний кінь · f1 білий кінь | a8 білий слон · c8 білий король · g7 чорний кінь · e6 чорний пішак · f6 чорний пішак · a5 білий слон · e5 чорний король · f5 чорний пішак · f4 чорна тура · g3 білий ферзь · b1 чорний кінь · f1 білий кінь | a8 білий слон · c8 білий король · g7 чорний кінь · e6 чорний пішак · f6 чорний пішак · a5 білий слон · e5 чорний король · f5 чорний пішак · f4 чорна тура · g3 білий ферзь · b1 чорний кінь · f1 білий кінь | a8 білий слон · c8 білий король · g7 чорний кінь · e6 чорний пішак · f6 чорний пішак · a5 білий слон · e5 чорний король · f5 чорний пішак · f4 чорна тура · g3 білий ферзь · b1 чорний кінь · f1 білий кінь | a8 білий слон · c8 білий король · g7 чорний кінь · e6 чорний пішак · f6 чорний пішак · a5 білий слон · e5 чорний король · f5 чорний пішак · f4 чорна тура · g3 білий ферзь · b1 чорний кінь · f1 білий кінь | a8 білий слон · c8 білий король · g7 чорний кінь · e6 чорний пішак · f6 чорний пішак · a5 білий слон · e5 чорний король · f5 чорний пішак · f4 чорна тура · g3 білий ферзь · b1 чорний кінь · f1 білий кінь | a8 білий слон · c8 білий король · g7 чорний кінь · e6 чорний пішак · f6 чорний пішак · a5 білий слон · e5 чорний король · f5 чорний пішак · f4 чорна тура · g3 білий ферзь · b1 чорний кінь · f1 білий кінь | 3 |
| 2 | a8 білий слон · c8 білий король · g7 чорний кінь · e6 чорний пішак · f6 чорний пішак · a5 білий слон · e5 чорний король · f5 чорний пішак · f4 чорна тура · g3 білий ферзь · b1 чорний кінь · f1 білий кінь | a8 білий слон · c8 білий король · g7 чорний кінь · e6 чорний пішак · f6 чорний пішак · a5 білий слон · e5 чорний король · f5 чорний пішак · f4 чорна тура · g3 білий ферзь · b1 чорний кінь · f1 білий кінь | a8 білий слон · c8 білий король · g7 чорний кінь · e6 чорний пішак · f6 чорний пішак · a5 білий слон · e5 чорний король · f5 чорний пішак · f4 чорна тура · g3 білий ферзь · b1 чорний кінь · f1 білий кінь | a8 білий слон · c8 білий король · g7 чорний кінь · e6 чорний пішак · f6 чорний пішак · a5 білий слон · e5 чорний король · f5 чорний пішак · f4 чорна тура · g3 білий ферзь · b1 чорний кінь · f1 білий кінь | a8 білий слон · c8 білий король · g7 чорний кінь · e6 чорний пішак · f6 чорний пішак · a5 білий слон · e5 чорний король · f5 чорний пішак · f4 чорна тура · g3 білий ферзь · b1 чорний кінь · f1 білий кінь | a8 білий слон · c8 білий король · g7 чорний кінь · e6 чорний пішак · f6 чорний пішак · a5 білий слон · e5 чорний король · f5 чорний пішак · f4 чорна тура · g3 білий ферзь · b1 чорний кінь · f1 білий кінь | a8 білий слон · c8 білий король · g7 чорний кінь · e6 чорний пішак · f6 чорний пішак · a5 білий слон · e5 чорний король · f5 чорний пішак · f4 чорна тура · g3 білий ферзь · b1 чорний кінь · f1 білий кінь | a8 білий слон · c8 білий король · g7 чорний кінь · e6 чорний пішак · f6 чорний пішак · a5 білий слон · e5 чорний король · f5 чорний пішак · f4 чорна тура · g3 білий ферзь · b1 чорний кінь · f1 білий кінь | 2 |
| 1 | a8 білий слон · c8 білий король · g7 чорний кінь · e6 чорний пішак · f6 чорний пішак · a5 білий слон · e5 чорний король · f5 чорний пішак · f4 чорна тура · g3 білий ферзь · b1 чорний кінь · f1 білий кінь | a8 білий слон · c8 білий король · g7 чорний кінь · e6 чорний пішак · f6 чорний пішак · a5 білий слон · e5 чорний король · f5 чорний пішак · f4 чорна тура · g3 білий ферзь · b1 чорний кінь · f1 білий кінь | a8 білий слон · c8 білий король · g7 чорний кінь · e6 чорний пішак · f6 чорний пішак · a5 білий слон · e5 чорний король · f5 чорний пішак · f4 чорна тура · g3 білий ферзь · b1 чорний кінь · f1 білий кінь | a8 білий слон · c8 білий король · g7 чорний кінь · e6 чорний пішак · f6 чорний пішак · a5 білий слон · e5 чорний король · f5 чорний пішак · f4 чорна тура · g3 білий ферзь · b1 чорний кінь · f1 білий кінь | a8 білий слон · c8 білий король · g7 чорний кінь · e6 чорний пішак · f6 чорний пішак · a5 білий слон · e5 чорний король · f5 чорний пішак · f4 чорна тура · g3 білий ферзь · b1 чорний кінь · f1 білий кінь | a8 білий слон · c8 білий король · g7 чорний кінь · e6 чорний пішак · f6 чорний пішак · a5 білий слон · e5 чорний король · f5 чорний пішак · f4 чорна тура · g3 білий ферзь · b1 чорний кінь · f1 білий кінь | a8 білий слон · c8 білий король · g7 чорний кінь · e6 чорний пішак · f6 чорний пішак · a5 білий слон · e5 чорний король · f5 чорний пішак · f4 чорна тура · g3 білий ферзь · b1 чорний кінь · f1 білий кінь | a8 білий слон · c8 білий король · g7 чорний кінь · e6 чорний пішак · f6 чорний пішак · a5 білий слон · e5 чорний король · f5 чорний пішак · f4 чорна тура · g3 білий ферзь · b1 чорний кінь · f1 білий кінь | 1 |
|   | a | b | c | d | e | f | g | h |   |

1.Sd2! ~ 2.Sf3+ Kd6 3.Lb4#
1… Kd4 2.Lb6+ Ke5 3.Sc4#
1… S:d2 2.Dc3+ Td4 3.Bc7# (2… Kd6 3.Dc7#)
1… Kd6 2.Bb4+ Ke5 3.Sf3#
Чотири правильних мати із зв'язкою чорної тури. 
|   | a | b | c | d | e | f | g | h |   |
| 8 | g7 чорний пішак · h6 білий кінь · a5 біла тура · c5 чорний пішак · h5 білий пішак · b4 чорний пішак · c4 чорний король · d4 чорний кінь · e4 білий ферзь · f4 білий пішак · b3 білий кінь · h3 чорний пішак · a2 білий пішак · f2 білий пішак · h2 білий пішак · a1 білий слон · d1 білий слон · e1 білий король · g1 біла тура | g7 чорний пішак · h6 білий кінь · a5 біла тура · c5 чорний пішак · h5 білий пішак · b4 чорний пішак · c4 чорний король · d4 чорний кінь · e4 білий ферзь · f4 білий пішак · b3 білий кінь · h3 чорний пішак · a2 білий пішак · f2 білий пішак · h2 білий пішак · a1 білий слон · d1 білий слон · e1 білий король · g1 біла тура | g7 чорний пішак · h6 білий кінь · a5 біла тура · c5 чорний пішак · h5 білий пішак · b4 чорний пішак · c4 чорний король · d4 чорний кінь · e4 білий ферзь · f4 білий пішак · b3 білий кінь · h3 чорний пішак · a2 білий пішак · f2 білий пішак · h2 білий пішак · a1 білий слон · d1 білий слон · e1 білий король · g1 біла тура | g7 чорний пішак · h6 білий кінь · a5 біла тура · c5 чорний пішак · h5 білий пішак · b4 чорний пішак · c4 чорний король · d4 чорний кінь · e4 білий ферзь · f4 білий пішак · b3 білий кінь · h3 чорний пішак · a2 білий пішак · f2 білий пішак · h2 білий пішак · a1 білий слон · d1 білий слон · e1 білий король · g1 біла тура | g7 чорний пішак · h6 білий кінь · a5 біла тура · c5 чорний пішак · h5 білий пішак · b4 чорний пішак · c4 чорний король · d4 чорний кінь · e4 білий ферзь · f4 білий пішак · b3 білий кінь · h3 чорний пішак · a2 білий пішак · f2 білий пішак · h2 білий пішак · a1 білий слон · d1 білий слон · e1 білий король · g1 біла тура | g7 чорний пішак · h6 білий кінь · a5 біла тура · c5 чорний пішак · h5 білий пішак · b4 чорний пішак · c4 чорний король · d4 чорний кінь · e4 білий ферзь · f4 білий пішак · b3 білий кінь · h3 чорний пішак · a2 білий пішак · f2 білий пішак · h2 білий пішак · a1 білий слон · d1 білий слон · e1 білий король · g1 біла тура | g7 чорний пішак · h6 білий кінь · a5 біла тура · c5 чорний пішак · h5 білий пішак · b4 чорний пішак · c4 чорний король · d4 чорний кінь · e4 білий ферзь · f4 білий пішак · b3 білий кінь · h3 чорний пішак · a2 білий пішак · f2 білий пішак · h2 білий пішак · a1 білий слон · d1 білий слон · e1 білий король · g1 біла тура | g7 чорний пішак · h6 білий кінь · a5 біла тура · c5 чорний пішак · h5 білий пішак · b4 чорний пішак · c4 чорний король · d4 чорний кінь · e4 білий ферзь · f4 білий пішак · b3 білий кінь · h3 чорний пішак · a2 білий пішак · f2 білий пішак · h2 білий пішак · a1 білий слон · d1 білий слон · e1 білий король · g1 біла тура | 8 |
| 7 | g7 чорний пішак · h6 білий кінь · a5 біла тура · c5 чорний пішак · h5 білий пішак · b4 чорний пішак · c4 чорний король · d4 чорний кінь · e4 білий ферзь · f4 білий пішак · b3 білий кінь · h3 чорний пішак · a2 білий пішак · f2 білий пішак · h2 білий пішак · a1 білий слон · d1 білий слон · e1 білий король · g1 біла тура | g7 чорний пішак · h6 білий кінь · a5 біла тура · c5 чорний пішак · h5 білий пішак · b4 чорний пішак · c4 чорний король · d4 чорний кінь · e4 білий ферзь · f4 білий пішак · b3 білий кінь · h3 чорний пішак · a2 білий пішак · f2 білий пішак · h2 білий пішак · a1 білий слон · d1 білий слон · e1 білий король · g1 біла тура | g7 чорний пішак · h6 білий кінь · a5 біла тура · c5 чорний пішак · h5 білий пішак · b4 чорний пішак · c4 чорний король · d4 чорний кінь · e4 білий ферзь · f4 білий пішак · b3 білий кінь · h3 чорний пішак · a2 білий пішак · f2 білий пішак · h2 білий пішак · a1 білий слон · d1 білий слон · e1 білий король · g1 біла тура | g7 чорний пішак · h6 білий кінь · a5 біла тура · c5 чорний пішак · h5 білий пішак · b4 чорний пішак · c4 чорний король · d4 чорний кінь · e4 білий ферзь · f4 білий пішак · b3 білий кінь · h3 чорний пішак · a2 білий пішак · f2 білий пішак · h2 білий пішак · a1 білий слон · d1 білий слон · e1 білий король · g1 біла тура | g7 чорний пішак · h6 білий кінь · a5 біла тура · c5 чорний пішак · h5 білий пішак · b4 чорний пішак · c4 чорний король · d4 чорний кінь · e4 білий ферзь · f4 білий пішак · b3 білий кінь · h3 чорний пішак · a2 білий пішак · f2 білий пішак · h2 білий пішак · a1 білий слон · d1 білий слон · e1 білий король · g1 біла тура | g7 чорний пішак · h6 білий кінь · a5 біла тура · c5 чорний пішак · h5 білий пішак · b4 чорний пішак · c4 чорний король · d4 чорний кінь · e4 білий ферзь · f4 білий пішак · b3 білий кінь · h3 чорний пішак · a2 білий пішак · f2 білий пішак · h2 білий пішак · a1 білий слон · d1 білий слон · e1 білий король · g1 біла тура | g7 чорний пішак · h6 білий кінь · a5 біла тура · c5 чорний пішак · h5 білий пішак · b4 чорний пішак · c4 чорний король · d4 чорний кінь · e4 білий ферзь · f4 білий пішак · b3 білий кінь · h3 чорний пішак · a2 білий пішак · f2 білий пішак · h2 білий пішак · a1 білий слон · d1 білий слон · e1 білий король · g1 біла тура | g7 чорний пішак · h6 білий кінь · a5 біла тура · c5 чорний пішак · h5 білий пішак · b4 чорний пішак · c4 чорний король · d4 чорний кінь · e4 білий ферзь · f4 білий пішак · b3 білий кінь · h3 чорний пішак · a2 білий пішак · f2 білий пішак · h2 білий пішак · a1 білий слон · d1 білий слон · e1 білий король · g1 біла тура | 7 |
| 6 | g7 чорний пішак · h6 білий кінь · a5 біла тура · c5 чорний пішак · h5 білий пішак · b4 чорний пішак · c4 чорний король · d4 чорний кінь · e4 білий ферзь · f4 білий пішак · b3 білий кінь · h3 чорний пішак · a2 білий пішак · f2 білий пішак · h2 білий пішак · a1 білий слон · d1 білий слон · e1 білий король · g1 біла тура | g7 чорний пішак · h6 білий кінь · a5 біла тура · c5 чорний пішак · h5 білий пішак · b4 чорний пішак · c4 чорний король · d4 чорний кінь · e4 білий ферзь · f4 білий пішак · b3 білий кінь · h3 чорний пішак · a2 білий пішак · f2 білий пішак · h2 білий пішак · a1 білий слон · d1 білий слон · e1 білий король · g1 біла тура | g7 чорний пішак · h6 білий кінь · a5 біла тура · c5 чорний пішак · h5 білий пішак · b4 чорний пішак · c4 чорний король · d4 чорний кінь · e4 білий ферзь · f4 білий пішак · b3 білий кінь · h3 чорний пішак · a2 білий пішак · f2 білий пішак · h2 білий пішак · a1 білий слон · d1 білий слон · e1 білий король · g1 біла тура | g7 чорний пішак · h6 білий кінь · a5 біла тура · c5 чорний пішак · h5 білий пішак · b4 чорний пішак · c4 чорний король · d4 чорний кінь · e4 білий ферзь · f4 білий пішак · b3 білий кінь · h3 чорний пішак · a2 білий пішак · f2 білий пішак · h2 білий пішак · a1 білий слон · d1 білий слон · e1 білий король · g1 біла тура | g7 чорний пішак · h6 білий кінь · a5 біла тура · c5 чорний пішак · h5 білий пішак · b4 чорний пішак · c4 чорний король · d4 чорний кінь · e4 білий ферзь · f4 білий пішак · b3 білий кінь · h3 чорний пішак · a2 білий пішак · f2 білий пішак · h2 білий пішак · a1 білий слон · d1 білий слон · e1 білий король · g1 біла тура | g7 чорний пішак · h6 білий кінь · a5 біла тура · c5 чорний пішак · h5 білий пішак · b4 чорний пішак · c4 чорний король · d4 чорний кінь · e4 білий ферзь · f4 білий пішак · b3 білий кінь · h3 чорний пішак · a2 білий пішак · f2 білий пішак · h2 білий пішак · a1 білий слон · d1 білий слон · e1 білий король · g1 біла тура | g7 чорний пішак · h6 білий кінь · a5 біла тура · c5 чорний пішак · h5 білий пішак · b4 чорний пішак · c4 чорний король · d4 чорний кінь · e4 білий ферзь · f4 білий пішак · b3 білий кінь · h3 чорний пішак · a2 білий пішак · f2 білий пішак · h2 білий пішак · a1 білий слон · d1 білий слон · e1 білий король · g1 біла тура | g7 чорний пішак · h6 білий кінь · a5 біла тура · c5 чорний пішак · h5 білий пішак · b4 чорний пішак · c4 чорний король · d4 чорний кінь · e4 білий ферзь · f4 білий пішак · b3 білий кінь · h3 чорний пішак · a2 білий пішак · f2 білий пішак · h2 білий пішак · a1 білий слон · d1 білий слон · e1 білий король · g1 біла тура | 6 |
| 5 | g7 чорний пішак · h6 білий кінь · a5 біла тура · c5 чорний пішак · h5 білий пішак · b4 чорний пішак · c4 чорний король · d4 чорний кінь · e4 білий ферзь · f4 білий пішак · b3 білий кінь · h3 чорний пішак · a2 білий пішак · f2 білий пішак · h2 білий пішак · a1 білий слон · d1 білий слон · e1 білий король · g1 біла тура | g7 чорний пішак · h6 білий кінь · a5 біла тура · c5 чорний пішак · h5 білий пішак · b4 чорний пішак · c4 чорний король · d4 чорний кінь · e4 білий ферзь · f4 білий пішак · b3 білий кінь · h3 чорний пішак · a2 білий пішак · f2 білий пішак · h2 білий пішак · a1 білий слон · d1 білий слон · e1 білий король · g1 біла тура | g7 чорний пішак · h6 білий кінь · a5 біла тура · c5 чорний пішак · h5 білий пішак · b4 чорний пішак · c4 чорний король · d4 чорний кінь · e4 білий ферзь · f4 білий пішак · b3 білий кінь · h3 чорний пішак · a2 білий пішак · f2 білий пішак · h2 білий пішак · a1 білий слон · d1 білий слон · e1 білий король · g1 біла тура | g7 чорний пішак · h6 білий кінь · a5 біла тура · c5 чорний пішак · h5 білий пішак · b4 чорний пішак · c4 чорний король · d4 чорний кінь · e4 білий ферзь · f4 білий пішак · b3 білий кінь · h3 чорний пішак · a2 білий пішак · f2 білий пішак · h2 білий пішак · a1 білий слон · d1 білий слон · e1 білий король · g1 біла тура | g7 чорний пішак · h6 білий кінь · a5 біла тура · c5 чорний пішак · h5 білий пішак · b4 чорний пішак · c4 чорний король · d4 чорний кінь · e4 білий ферзь · f4 білий пішак · b3 білий кінь · h3 чорний пішак · a2 білий пішак · f2 білий пішак · h2 білий пішак · a1 білий слон · d1 білий слон · e1 білий король · g1 біла тура | g7 чорний пішак · h6 білий кінь · a5 біла тура · c5 чорний пішак · h5 білий пішак · b4 чорний пішак · c4 чорний король · d4 чорний кінь · e4 білий ферзь · f4 білий пішак · b3 білий кінь · h3 чорний пішак · a2 білий пішак · f2 білий пішак · h2 білий пішак · a1 білий слон · d1 білий слон · e1 білий король · g1 біла тура | g7 чорний пішак · h6 білий кінь · a5 біла тура · c5 чорний пішак · h5 білий пішак · b4 чорний пішак · c4 чорний король · d4 чорний кінь · e4 білий ферзь · f4 білий пішак · b3 білий кінь · h3 чорний пішак · a2 білий пішак · f2 білий пішак · h2 білий пішак · a1 білий слон · d1 білий слон · e1 білий король · g1 біла тура | g7 чорний пішак · h6 білий кінь · a5 біла тура · c5 чорний пішак · h5 білий пішак · b4 чорний пішак · c4 чорний король · d4 чорний кінь · e4 білий ферзь · f4 білий пішак · b3 білий кінь · h3 чорний пішак · a2 білий пішак · f2 білий пішак · h2 білий пішак · a1 білий слон · d1 білий слон · e1 білий король · g1 біла тура | 5 |
| 4 | g7 чорний пішак · h6 білий кінь · a5 біла тура · c5 чорний пішак · h5 білий пішак · b4 чорний пішак · c4 чорний король · d4 чорний кінь · e4 білий ферзь · f4 білий пішак · b3 білий кінь · h3 чорний пішак · a2 білий пішак · f2 білий пішак · h2 білий пішак · a1 білий слон · d1 білий слон · e1 білий король · g1 біла тура | g7 чорний пішак · h6 білий кінь · a5 біла тура · c5 чорний пішак · h5 білий пішак · b4 чорний пішак · c4 чорний король · d4 чорний кінь · e4 білий ферзь · f4 білий пішак · b3 білий кінь · h3 чорний пішак · a2 білий пішак · f2 білий пішак · h2 білий пішак · a1 білий слон · d1 білий слон · e1 білий король · g1 біла тура | g7 чорний пішак · h6 білий кінь · a5 біла тура · c5 чорний пішак · h5 білий пішак · b4 чорний пішак · c4 чорний король · d4 чорний кінь · e4 білий ферзь · f4 білий пішак · b3 білий кінь · h3 чорний пішак · a2 білий пішак · f2 білий пішак · h2 білий пішак · a1 білий слон · d1 білий слон · e1 білий король · g1 біла тура | g7 чорний пішак · h6 білий кінь · a5 біла тура · c5 чорний пішак · h5 білий пішак · b4 чорний пішак · c4 чорний король · d4 чорний кінь · e4 білий ферзь · f4 білий пішак · b3 білий кінь · h3 чорний пішак · a2 білий пішак · f2 білий пішак · h2 білий пішак · a1 білий слон · d1 білий слон · e1 білий король · g1 біла тура | g7 чорний пішак · h6 білий кінь · a5 біла тура · c5 чорний пішак · h5 білий пішак · b4 чорний пішак · c4 чорний король · d4 чорний кінь · e4 білий ферзь · f4 білий пішак · b3 білий кінь · h3 чорний пішак · a2 білий пішак · f2 білий пішак · h2 білий пішак · a1 білий слон · d1 білий слон · e1 білий король · g1 біла тура | g7 чорний пішак · h6 білий кінь · a5 біла тура · c5 чорний пішак · h5 білий пішак · b4 чорний пішак · c4 чорний король · d4 чорний кінь · e4 білий ферзь · f4 білий пішак · b3 білий кінь · h3 чорний пішак · a2 білий пішак · f2 білий пішак · h2 білий пішак · a1 білий слон · d1 білий слон · e1 білий король · g1 біла тура | g7 чорний пішак · h6 білий кінь · a5 біла тура · c5 чорний пішак · h5 білий пішак · b4 чорний пішак · c4 чорний король · d4 чорний кінь · e4 білий ферзь · f4 білий пішак · b3 білий кінь · h3 чорний пішак · a2 білий пішак · f2 білий пішак · h2 білий пішак · a1 білий слон · d1 білий слон · e1 білий король · g1 біла тура | g7 чорний пішак · h6 білий кінь · a5 біла тура · c5 чорний пішак · h5 білий пішак · b4 чорний пішак · c4 чорний король · d4 чорний кінь · e4 білий ферзь · f4 білий пішак · b3 білий кінь · h3 чорний пішак · a2 білий пішак · f2 білий пішак · h2 білий пішак · a1 білий слон · d1 білий слон · e1 білий король · g1 біла тура | 4 |
| 3 | g7 чорний пішак · h6 білий кінь · a5 біла тура · c5 чорний пішак · h5 білий пішак · b4 чорний пішак · c4 чорний король · d4 чорний кінь · e4 білий ферзь · f4 білий пішак · b3 білий кінь · h3 чорний пішак · a2 білий пішак · f2 білий пішак · h2 білий пішак · a1 білий слон · d1 білий слон · e1 білий король · g1 біла тура | g7 чорний пішак · h6 білий кінь · a5 біла тура · c5 чорний пішак · h5 білий пішак · b4 чорний пішак · c4 чорний король · d4 чорний кінь · e4 білий ферзь · f4 білий пішак · b3 білий кінь · h3 чорний пішак · a2 білий пішак · f2 білий пішак · h2 білий пішак · a1 білий слон · d1 білий слон · e1 білий король · g1 біла тура | g7 чорний пішак · h6 білий кінь · a5 біла тура · c5 чорний пішак · h5 білий пішак · b4 чорний пішак · c4 чорний король · d4 чорний кінь · e4 білий ферзь · f4 білий пішак · b3 білий кінь · h3 чорний пішак · a2 білий пішак · f2 білий пішак · h2 білий пішак · a1 білий слон · d1 білий слон · e1 білий король · g1 біла тура | g7 чорний пішак · h6 білий кінь · a5 біла тура · c5 чорний пішак · h5 білий пішак · b4 чорний пішак · c4 чорний король · d4 чорний кінь · e4 білий ферзь · f4 білий пішак · b3 білий кінь · h3 чорний пішак · a2 білий пішак · f2 білий пішак · h2 білий пішак · a1 білий слон · d1 білий слон · e1 білий король · g1 біла тура | g7 чорний пішак · h6 білий кінь · a5 біла тура · c5 чорний пішак · h5 білий пішак · b4 чорний пішак · c4 чорний король · d4 чорний кінь · e4 білий ферзь · f4 білий пішак · b3 білий кінь · h3 чорний пішак · a2 білий пішак · f2 білий пішак · h2 білий пішак · a1 білий слон · d1 білий слон · e1 білий король · g1 біла тура | g7 чорний пішак · h6 білий кінь · a5 біла тура · c5 чорний пішак · h5 білий пішак · b4 чорний пішак · c4 чорний король · d4 чорний кінь · e4 білий ферзь · f4 білий пішак · b3 білий кінь · h3 чорний пішак · a2 білий пішак · f2 білий пішак · h2 білий пішак · a1 білий слон · d1 білий слон · e1 білий король · g1 біла тура | g7 чорний пішак · h6 білий кінь · a5 біла тура · c5 чорний пішак · h5 білий пішак · b4 чорний пішак · c4 чорний король · d4 чорний кінь · e4 білий ферзь · f4 білий пішак · b3 білий кінь · h3 чорний пішак · a2 білий пішак · f2 білий пішак · h2 білий пішак · a1 білий слон · d1 білий слон · e1 білий король · g1 біла тура | g7 чорний пішак · h6 білий кінь · a5 біла тура · c5 чорний пішак · h5 білий пішак · b4 чорний пішак · c4 чорний король · d4 чорний кінь · e4 білий ферзь · f4 білий пішак · b3 білий кінь · h3 чорний пішак · a2 білий пішак · f2 білий пішак · h2 білий пішак · a1 білий слон · d1 білий слон · e1 білий король · g1 біла тура | 3 |
| 2 | g7 чорний пішак · h6 білий кінь · a5 біла тура · c5 чорний пішак · h5 білий пішак · b4 чорний пішак · c4 чорний король · d4 чорний кінь · e4 білий ферзь · f4 білий пішак · b3 білий кінь · h3 чорний пішак · a2 білий пішак · f2 білий пішак · h2 білий пішак · a1 білий слон · d1 білий слон · e1 білий король · g1 біла тура | g7 чорний пішак · h6 білий кінь · a5 біла тура · c5 чорний пішак · h5 білий пішак · b4 чорний пішак · c4 чорний король · d4 чорний кінь · e4 білий ферзь · f4 білий пішак · b3 білий кінь · h3 чорний пішак · a2 білий пішак · f2 білий пішак · h2 білий пішак · a1 білий слон · d1 білий слон · e1 білий король · g1 біла тура | g7 чорний пішак · h6 білий кінь · a5 біла тура · c5 чорний пішак · h5 білий пішак · b4 чорний пішак · c4 чорний король · d4 чорний кінь · e4 білий ферзь · f4 білий пішак · b3 білий кінь · h3 чорний пішак · a2 білий пішак · f2 білий пішак · h2 білий пішак · a1 білий слон · d1 білий слон · e1 білий король · g1 біла тура | g7 чорний пішак · h6 білий кінь · a5 біла тура · c5 чорний пішак · h5 білий пішак · b4 чорний пішак · c4 чорний король · d4 чорний кінь · e4 білий ферзь · f4 білий пішак · b3 білий кінь · h3 чорний пішак · a2 білий пішак · f2 білий пішак · h2 білий пішак · a1 білий слон · d1 білий слон · e1 білий король · g1 біла тура | g7 чорний пішак · h6 білий кінь · a5 біла тура · c5 чорний пішак · h5 білий пішак · b4 чорний пішак · c4 чорний король · d4 чорний кінь · e4 білий ферзь · f4 білий пішак · b3 білий кінь · h3 чорний пішак · a2 білий пішак · f2 білий пішак · h2 білий пішак · a1 білий слон · d1 білий слон · e1 білий король · g1 біла тура | g7 чорний пішак · h6 білий кінь · a5 біла тура · c5 чорний пішак · h5 білий пішак · b4 чорний пішак · c4 чорний король · d4 чорний кінь · e4 білий ферзь · f4 білий пішак · b3 білий кінь · h3 чорний пішак · a2 білий пішак · f2 білий пішак · h2 білий пішак · a1 білий слон · d1 білий слон · e1 білий король · g1 біла тура | g7 чорний пішак · h6 білий кінь · a5 біла тура · c5 чорний пішак · h5 білий пішак · b4 чорний пішак · c4 чорний король · d4 чорний кінь · e4 білий ферзь · f4 білий пішак · b3 білий кінь · h3 чорний пішак · a2 білий пішак · f2 білий пішак · h2 білий пішак · a1 білий слон · d1 білий слон · e1 білий король · g1 біла тура | g7 чорний пішак · h6 білий кінь · a5 біла тура · c5 чорний пішак · h5 білий пішак · b4 чорний пішак · c4 чорний король · d4 чорний кінь · e4 білий ферзь · f4 білий пішак · b3 білий кінь · h3 чорний пішак · a2 білий пішак · f2 білий пішак · h2 білий пішак · a1 білий слон · d1 білий слон · e1 білий король · g1 біла тура | 2 |
| 1 | g7 чорний пішак · h6 білий кінь · a5 біла тура · c5 чорний пішак · h5 білий пішак · b4 чорний пішак · c4 чорний король · d4 чорний кінь · e4 білий ферзь · f4 білий пішак · b3 білий кінь · h3 чорний пішак · a2 білий пішак · f2 білий пішак · h2 білий пішак · a1 білий слон · d1 білий слон · e1 білий король · g1 біла тура | g7 чорний пішак · h6 білий кінь · a5 біла тура · c5 чорний пішак · h5 білий пішак · b4 чорний пішак · c4 чорний король · d4 чорний кінь · e4 білий ферзь · f4 білий пішак · b3 білий кінь · h3 чорний пішак · a2 білий пішак · f2 білий пішак · h2 білий пішак · a1 білий слон · d1 білий слон · e1 білий король · g1 біла тура | g7 чорний пішак · h6 білий кінь · a5 біла тура · c5 чорний пішак · h5 білий пішак · b4 чорний пішак · c4 чорний король · d4 чорний кінь · e4 білий ферзь · f4 білий пішак · b3 білий кінь · h3 чорний пішак · a2 білий пішак · f2 білий пішак · h2 білий пішак · a1 білий слон · d1 білий слон · e1 білий король · g1 біла тура | g7 чорний пішак · h6 білий кінь · a5 біла тура · c5 чорний пішак · h5 білий пішак · b4 чорний пішак · c4 чорний король · d4 чорний кінь · e4 білий ферзь · f4 білий пішак · b3 білий кінь · h3 чорний пішак · a2 білий пішак · f2 білий пішак · h2 білий пішак · a1 білий слон · d1 білий слон · e1 білий король · g1 біла тура | g7 чорний пішак · h6 білий кінь · a5 біла тура · c5 чорний пішак · h5 білий пішак · b4 чорний пішак · c4 чорний король · d4 чорний кінь · e4 білий ферзь · f4 білий пішак · b3 білий кінь · h3 чорний пішак · a2 білий пішак · f2 білий пішак · h2 білий пішак · a1 білий слон · d1 білий слон · e1 білий король · g1 біла тура | g7 чорний пішак · h6 білий кінь · a5 біла тура · c5 чорний пішак · h5 білий пішак · b4 чорний пішак · c4 чорний король · d4 чорний кінь · e4 білий ферзь · f4 білий пішак · b3 білий кінь · h3 чорний пішак · a2 білий пішак · f2 білий пішак · h2 білий пішак · a1 білий слон · d1 білий слон · e1 білий король · g1 біла тура | g7 чорний пішак · h6 білий кінь · a5 біла тура · c5 чорний пішак · h5 білий пішак · b4 чорний пішак · c4 чорний король · d4 чорний кінь · e4 білий ферзь · f4 білий пішак · b3 білий кінь · h3 чорний пішак · a2 білий пішак · f2 білий пішак · h2 білий пішак · a1 білий слон · d1 білий слон · e1 білий король · g1 біла тура | g7 чорний пішак · h6 білий кінь · a5 біла тура · c5 чорний пішак · h5 білий пішак · b4 чорний пішак · c4 чорний король · d4 чорний кінь · e4 білий ферзь · f4 білий пішак · b3 білий кінь · h3 чорний пішак · a2 білий пішак · f2 білий пішак · h2 білий пішак · a1 білий слон · d1 білий слон · e1 білий король · g1 біла тура | 1 |
|   | a | b | c | d | e | f | g | h |   |

1.Kf1! Цугцванг!
1... g5 2.Sg4! gf4 3.Sf6 f3 4.Dc2+ S:c2 5.T:c5+ Kd3 6.Le2+ fe2#
1... g6 2.Tg5! gh5 3.Lf3 h4 4.Lg2 hg2+ 5.Kg1 h3 6.De2+ S:e2#
1... gh6 2.L:d4 cd4 3.Dc6+ Kd3 4.Sc1+ Kd2 5.Lb3 d3 6.Se2 de2#
Тема першості - мати різними чорними фігурами на тому самому полі, реалізована тут з правильними матами.
|   | a | b | c | d | e | f | g | h |   |
| 8 | g8 біла тура · b7 чорний пішак · a6 білий пішак · a5 білий пішак · c5 біла тура · d5 білий слон · e5 білий король · h5 білий кінь · f4 білий ферзь · h4 білий кінь · a3 білий пішак · a2 білий пішак · g2 чорний пішак · h2 чорний пішак · e1 білий слон · g1 чорний король · h1 чорний ферзь | g8 біла тура · b7 чорний пішак · a6 білий пішак · a5 білий пішак · c5 біла тура · d5 білий слон · e5 білий король · h5 білий кінь · f4 білий ферзь · h4 білий кінь · a3 білий пішак · a2 білий пішак · g2 чорний пішак · h2 чорний пішак · e1 білий слон · g1 чорний король · h1 чорний ферзь | g8 біла тура · b7 чорний пішак · a6 білий пішак · a5 білий пішак · c5 біла тура · d5 білий слон · e5 білий король · h5 білий кінь · f4 білий ферзь · h4 білий кінь · a3 білий пішак · a2 білий пішак · g2 чорний пішак · h2 чорний пішак · e1 білий слон · g1 чорний король · h1 чорний ферзь | g8 біла тура · b7 чорний пішак · a6 білий пішак · a5 білий пішак · c5 біла тура · d5 білий слон · e5 білий король · h5 білий кінь · f4 білий ферзь · h4 білий кінь · a3 білий пішак · a2 білий пішак · g2 чорний пішак · h2 чорний пішак · e1 білий слон · g1 чорний король · h1 чорний ферзь | g8 біла тура · b7 чорний пішак · a6 білий пішак · a5 білий пішак · c5 біла тура · d5 білий слон · e5 білий король · h5 білий кінь · f4 білий ферзь · h4 білий кінь · a3 білий пішак · a2 білий пішак · g2 чорний пішак · h2 чорний пішак · e1 білий слон · g1 чорний король · h1 чорний ферзь | g8 біла тура · b7 чорний пішак · a6 білий пішак · a5 білий пішак · c5 біла тура · d5 білий слон · e5 білий король · h5 білий кінь · f4 білий ферзь · h4 білий кінь · a3 білий пішак · a2 білий пішак · g2 чорний пішак · h2 чорний пішак · e1 білий слон · g1 чорний король · h1 чорний ферзь | g8 біла тура · b7 чорний пішак · a6 білий пішак · a5 білий пішак · c5 біла тура · d5 білий слон · e5 білий король · h5 білий кінь · f4 білий ферзь · h4 білий кінь · a3 білий пішак · a2 білий пішак · g2 чорний пішак · h2 чорний пішак · e1 білий слон · g1 чорний король · h1 чорний ферзь | g8 біла тура · b7 чорний пішак · a6 білий пішак · a5 білий пішак · c5 біла тура · d5 білий слон · e5 білий король · h5 білий кінь · f4 білий ферзь · h4 білий кінь · a3 білий пішак · a2 білий пішак · g2 чорний пішак · h2 чорний пішак · e1 білий слон · g1 чорний король · h1 чорний ферзь | 8 |
| 7 | g8 біла тура · b7 чорний пішак · a6 білий пішак · a5 білий пішак · c5 біла тура · d5 білий слон · e5 білий король · h5 білий кінь · f4 білий ферзь · h4 білий кінь · a3 білий пішак · a2 білий пішак · g2 чорний пішак · h2 чорний пішак · e1 білий слон · g1 чорний король · h1 чорний ферзь | g8 біла тура · b7 чорний пішак · a6 білий пішак · a5 білий пішак · c5 біла тура · d5 білий слон · e5 білий король · h5 білий кінь · f4 білий ферзь · h4 білий кінь · a3 білий пішак · a2 білий пішак · g2 чорний пішак · h2 чорний пішак · e1 білий слон · g1 чорний король · h1 чорний ферзь | g8 біла тура · b7 чорний пішак · a6 білий пішак · a5 білий пішак · c5 біла тура · d5 білий слон · e5 білий король · h5 білий кінь · f4 білий ферзь · h4 білий кінь · a3 білий пішак · a2 білий пішак · g2 чорний пішак · h2 чорний пішак · e1 білий слон · g1 чорний король · h1 чорний ферзь | g8 біла тура · b7 чорний пішак · a6 білий пішак · a5 білий пішак · c5 біла тура · d5 білий слон · e5 білий король · h5 білий кінь · f4 білий ферзь · h4 білий кінь · a3 білий пішак · a2 білий пішак · g2 чорний пішак · h2 чорний пішак · e1 білий слон · g1 чорний король · h1 чорний ферзь | g8 біла тура · b7 чорний пішак · a6 білий пішак · a5 білий пішак · c5 біла тура · d5 білий слон · e5 білий король · h5 білий кінь · f4 білий ферзь · h4 білий кінь · a3 білий пішак · a2 білий пішак · g2 чорний пішак · h2 чорний пішак · e1 білий слон · g1 чорний король · h1 чорний ферзь | g8 біла тура · b7 чорний пішак · a6 білий пішак · a5 білий пішак · c5 біла тура · d5 білий слон · e5 білий король · h5 білий кінь · f4 білий ферзь · h4 білий кінь · a3 білий пішак · a2 білий пішак · g2 чорний пішак · h2 чорний пішак · e1 білий слон · g1 чорний король · h1 чорний ферзь | g8 біла тура · b7 чорний пішак · a6 білий пішак · a5 білий пішак · c5 біла тура · d5 білий слон · e5 білий король · h5 білий кінь · f4 білий ферзь · h4 білий кінь · a3 білий пішак · a2 білий пішак · g2 чорний пішак · h2 чорний пішак · e1 білий слон · g1 чорний король · h1 чорний ферзь | g8 біла тура · b7 чорний пішак · a6 білий пішак · a5 білий пішак · c5 біла тура · d5 білий слон · e5 білий король · h5 білий кінь · f4 білий ферзь · h4 білий кінь · a3 білий пішак · a2 білий пішак · g2 чорний пішак · h2 чорний пішак · e1 білий слон · g1 чорний король · h1 чорний ферзь | 7 |
| 6 | g8 біла тура · b7 чорний пішак · a6 білий пішак · a5 білий пішак · c5 біла тура · d5 білий слон · e5 білий король · h5 білий кінь · f4 білий ферзь · h4 білий кінь · a3 білий пішак · a2 білий пішак · g2 чорний пішак · h2 чорний пішак · e1 білий слон · g1 чорний король · h1 чорний ферзь | g8 біла тура · b7 чорний пішак · a6 білий пішак · a5 білий пішак · c5 біла тура · d5 білий слон · e5 білий король · h5 білий кінь · f4 білий ферзь · h4 білий кінь · a3 білий пішак · a2 білий пішак · g2 чорний пішак · h2 чорний пішак · e1 білий слон · g1 чорний король · h1 чорний ферзь | g8 біла тура · b7 чорний пішак · a6 білий пішак · a5 білий пішак · c5 біла тура · d5 білий слон · e5 білий король · h5 білий кінь · f4 білий ферзь · h4 білий кінь · a3 білий пішак · a2 білий пішак · g2 чорний пішак · h2 чорний пішак · e1 білий слон · g1 чорний король · h1 чорний ферзь | g8 біла тура · b7 чорний пішак · a6 білий пішак · a5 білий пішак · c5 біла тура · d5 білий слон · e5 білий король · h5 білий кінь · f4 білий ферзь · h4 білий кінь · a3 білий пішак · a2 білий пішак · g2 чорний пішак · h2 чорний пішак · e1 білий слон · g1 чорний король · h1 чорний ферзь | g8 біла тура · b7 чорний пішак · a6 білий пішак · a5 білий пішак · c5 біла тура · d5 білий слон · e5 білий король · h5 білий кінь · f4 білий ферзь · h4 білий кінь · a3 білий пішак · a2 білий пішак · g2 чорний пішак · h2 чорний пішак · e1 білий слон · g1 чорний король · h1 чорний ферзь | g8 біла тура · b7 чорний пішак · a6 білий пішак · a5 білий пішак · c5 біла тура · d5 білий слон · e5 білий король · h5 білий кінь · f4 білий ферзь · h4 білий кінь · a3 білий пішак · a2 білий пішак · g2 чорний пішак · h2 чорний пішак · e1 білий слон · g1 чорний король · h1 чорний ферзь | g8 біла тура · b7 чорний пішак · a6 білий пішак · a5 білий пішак · c5 біла тура · d5 білий слон · e5 білий король · h5 білий кінь · f4 білий ферзь · h4 білий кінь · a3 білий пішак · a2 білий пішак · g2 чорний пішак · h2 чорний пішак · e1 білий слон · g1 чорний король · h1 чорний ферзь | g8 біла тура · b7 чорний пішак · a6 білий пішак · a5 білий пішак · c5 біла тура · d5 білий слон · e5 білий король · h5 білий кінь · f4 білий ферзь · h4 білий кінь · a3 білий пішак · a2 білий пішак · g2 чорний пішак · h2 чорний пішак · e1 білий слон · g1 чорний король · h1 чорний ферзь | 6 |
| 5 | g8 біла тура · b7 чорний пішак · a6 білий пішак · a5 білий пішак · c5 біла тура · d5 білий слон · e5 білий король · h5 білий кінь · f4 білий ферзь · h4 білий кінь · a3 білий пішак · a2 білий пішак · g2 чорний пішак · h2 чорний пішак · e1 білий слон · g1 чорний король · h1 чорний ферзь | g8 біла тура · b7 чорний пішак · a6 білий пішак · a5 білий пішак · c5 біла тура · d5 білий слон · e5 білий король · h5 білий кінь · f4 білий ферзь · h4 білий кінь · a3 білий пішак · a2 білий пішак · g2 чорний пішак · h2 чорний пішак · e1 білий слон · g1 чорний король · h1 чорний ферзь | g8 біла тура · b7 чорний пішак · a6 білий пішак · a5 білий пішак · c5 біла тура · d5 білий слон · e5 білий король · h5 білий кінь · f4 білий ферзь · h4 білий кінь · a3 білий пішак · a2 білий пішак · g2 чорний пішак · h2 чорний пішак · e1 білий слон · g1 чорний король · h1 чорний ферзь | g8 біла тура · b7 чорний пішак · a6 білий пішак · a5 білий пішак · c5 біла тура · d5 білий слон · e5 білий король · h5 білий кінь · f4 білий ферзь · h4 білий кінь · a3 білий пішак · a2 білий пішак · g2 чорний пішак · h2 чорний пішак · e1 білий слон · g1 чорний король · h1 чорний ферзь | g8 біла тура · b7 чорний пішак · a6 білий пішак · a5 білий пішак · c5 біла тура · d5 білий слон · e5 білий король · h5 білий кінь · f4 білий ферзь · h4 білий кінь · a3 білий пішак · a2 білий пішак · g2 чорний пішак · h2 чорний пішак · e1 білий слон · g1 чорний король · h1 чорний ферзь | g8 біла тура · b7 чорний пішак · a6 білий пішак · a5 білий пішак · c5 біла тура · d5 білий слон · e5 білий король · h5 білий кінь · f4 білий ферзь · h4 білий кінь · a3 білий пішак · a2 білий пішак · g2 чорний пішак · h2 чорний пішак · e1 білий слон · g1 чорний король · h1 чорний ферзь | g8 біла тура · b7 чорний пішак · a6 білий пішак · a5 білий пішак · c5 біла тура · d5 білий слон · e5 білий король · h5 білий кінь · f4 білий ферзь · h4 білий кінь · a3 білий пішак · a2 білий пішак · g2 чорний пішак · h2 чорний пішак · e1 білий слон · g1 чорний король · h1 чорний ферзь | g8 біла тура · b7 чорний пішак · a6 білий пішак · a5 білий пішак · c5 біла тура · d5 білий слон · e5 білий король · h5 білий кінь · f4 білий ферзь · h4 білий кінь · a3 білий пішак · a2 білий пішак · g2 чорний пішак · h2 чорний пішак · e1 білий слон · g1 чорний король · h1 чорний ферзь | 5 |
| 4 | g8 біла тура · b7 чорний пішак · a6 білий пішак · a5 білий пішак · c5 біла тура · d5 білий слон · e5 білий король · h5 білий кінь · f4 білий ферзь · h4 білий кінь · a3 білий пішак · a2 білий пішак · g2 чорний пішак · h2 чорний пішак · e1 білий слон · g1 чорний король · h1 чорний ферзь | g8 біла тура · b7 чорний пішак · a6 білий пішак · a5 білий пішак · c5 біла тура · d5 білий слон · e5 білий король · h5 білий кінь · f4 білий ферзь · h4 білий кінь · a3 білий пішак · a2 білий пішак · g2 чорний пішак · h2 чорний пішак · e1 білий слон · g1 чорний король · h1 чорний ферзь | g8 біла тура · b7 чорний пішак · a6 білий пішак · a5 білий пішак · c5 біла тура · d5 білий слон · e5 білий король · h5 білий кінь · f4 білий ферзь · h4 білий кінь · a3 білий пішак · a2 білий пішак · g2 чорний пішак · h2 чорний пішак · e1 білий слон · g1 чорний король · h1 чорний ферзь | g8 біла тура · b7 чорний пішак · a6 білий пішак · a5 білий пішак · c5 біла тура · d5 білий слон · e5 білий король · h5 білий кінь · f4 білий ферзь · h4 білий кінь · a3 білий пішак · a2 білий пішак · g2 чорний пішак · h2 чорний пішак · e1 білий слон · g1 чорний король · h1 чорний ферзь | g8 біла тура · b7 чорний пішак · a6 білий пішак · a5 білий пішак · c5 біла тура · d5 білий слон · e5 білий король · h5 білий кінь · f4 білий ферзь · h4 білий кінь · a3 білий пішак · a2 білий пішак · g2 чорний пішак · h2 чорний пішак · e1 білий слон · g1 чорний король · h1 чорний ферзь | g8 біла тура · b7 чорний пішак · a6 білий пішак · a5 білий пішак · c5 біла тура · d5 білий слон · e5 білий король · h5 білий кінь · f4 білий ферзь · h4 білий кінь · a3 білий пішак · a2 білий пішак · g2 чорний пішак · h2 чорний пішак · e1 білий слон · g1 чорний король · h1 чорний ферзь | g8 біла тура · b7 чорний пішак · a6 білий пішак · a5 білий пішак · c5 біла тура · d5 білий слон · e5 білий король · h5 білий кінь · f4 білий ферзь · h4 білий кінь · a3 білий пішак · a2 білий пішак · g2 чорний пішак · h2 чорний пішак · e1 білий слон · g1 чорний король · h1 чорний ферзь | g8 біла тура · b7 чорний пішак · a6 білий пішак · a5 білий пішак · c5 біла тура · d5 білий слон · e5 білий король · h5 білий кінь · f4 білий ферзь · h4 білий кінь · a3 білий пішак · a2 білий пішак · g2 чорний пішак · h2 чорний пішак · e1 білий слон · g1 чорний король · h1 чорний ферзь | 4 |
| 3 | g8 біла тура · b7 чорний пішак · a6 білий пішак · a5 білий пішак · c5 біла тура · d5 білий слон · e5 білий король · h5 білий кінь · f4 білий ферзь · h4 білий кінь · a3 білий пішак · a2 білий пішак · g2 чорний пішак · h2 чорний пішак · e1 білий слон · g1 чорний король · h1 чорний ферзь | g8 біла тура · b7 чорний пішак · a6 білий пішак · a5 білий пішак · c5 біла тура · d5 білий слон · e5 білий король · h5 білий кінь · f4 білий ферзь · h4 білий кінь · a3 білий пішак · a2 білий пішак · g2 чорний пішак · h2 чорний пішак · e1 білий слон · g1 чорний король · h1 чорний ферзь | g8 біла тура · b7 чорний пішак · a6 білий пішак · a5 білий пішак · c5 біла тура · d5 білий слон · e5 білий король · h5 білий кінь · f4 білий ферзь · h4 білий кінь · a3 білий пішак · a2 білий пішак · g2 чорний пішак · h2 чорний пішак · e1 білий слон · g1 чорний король · h1 чорний ферзь | g8 біла тура · b7 чорний пішак · a6 білий пішак · a5 білий пішак · c5 біла тура · d5 білий слон · e5 білий король · h5 білий кінь · f4 білий ферзь · h4 білий кінь · a3 білий пішак · a2 білий пішак · g2 чорний пішак · h2 чорний пішак · e1 білий слон · g1 чорний король · h1 чорний ферзь | g8 біла тура · b7 чорний пішак · a6 білий пішак · a5 білий пішак · c5 біла тура · d5 білий слон · e5 білий король · h5 білий кінь · f4 білий ферзь · h4 білий кінь · a3 білий пішак · a2 білий пішак · g2 чорний пішак · h2 чорний пішак · e1 білий слон · g1 чорний король · h1 чорний ферзь | g8 біла тура · b7 чорний пішак · a6 білий пішак · a5 білий пішак · c5 біла тура · d5 білий слон · e5 білий король · h5 білий кінь · f4 білий ферзь · h4 білий кінь · a3 білий пішак · a2 білий пішак · g2 чорний пішак · h2 чорний пішак · e1 білий слон · g1 чорний король · h1 чорний ферзь | g8 біла тура · b7 чорний пішак · a6 білий пішак · a5 білий пішак · c5 біла тура · d5 білий слон · e5 білий король · h5 білий кінь · f4 білий ферзь · h4 білий кінь · a3 білий пішак · a2 білий пішак · g2 чорний пішак · h2 чорний пішак · e1 білий слон · g1 чорний король · h1 чорний ферзь | g8 біла тура · b7 чорний пішак · a6 білий пішак · a5 білий пішак · c5 біла тура · d5 білий слон · e5 білий король · h5 білий кінь · f4 білий ферзь · h4 білий кінь · a3 білий пішак · a2 білий пішак · g2 чорний пішак · h2 чорний пішак · e1 білий слон · g1 чорний король · h1 чорний ферзь | 3 |
| 2 | g8 біла тура · b7 чорний пішак · a6 білий пішак · a5 білий пішак · c5 біла тура · d5 білий слон · e5 білий король · h5 білий кінь · f4 білий ферзь · h4 білий кінь · a3 білий пішак · a2 білий пішак · g2 чорний пішак · h2 чорний пішак · e1 білий слон · g1 чорний король · h1 чорний ферзь | g8 біла тура · b7 чорний пішак · a6 білий пішак · a5 білий пішак · c5 біла тура · d5 білий слон · e5 білий король · h5 білий кінь · f4 білий ферзь · h4 білий кінь · a3 білий пішак · a2 білий пішак · g2 чорний пішак · h2 чорний пішак · e1 білий слон · g1 чорний король · h1 чорний ферзь | g8 біла тура · b7 чорний пішак · a6 білий пішак · a5 білий пішак · c5 біла тура · d5 білий слон · e5 білий король · h5 білий кінь · f4 білий ферзь · h4 білий кінь · a3 білий пішак · a2 білий пішак · g2 чорний пішак · h2 чорний пішак · e1 білий слон · g1 чорний король · h1 чорний ферзь | g8 біла тура · b7 чорний пішак · a6 білий пішак · a5 білий пішак · c5 біла тура · d5 білий слон · e5 білий король · h5 білий кінь · f4 білий ферзь · h4 білий кінь · a3 білий пішак · a2 білий пішак · g2 чорний пішак · h2 чорний пішак · e1 білий слон · g1 чорний король · h1 чорний ферзь | g8 біла тура · b7 чорний пішак · a6 білий пішак · a5 білий пішак · c5 біла тура · d5 білий слон · e5 білий король · h5 білий кінь · f4 білий ферзь · h4 білий кінь · a3 білий пішак · a2 білий пішак · g2 чорний пішак · h2 чорний пішак · e1 білий слон · g1 чорний король · h1 чорний ферзь | g8 біла тура · b7 чорний пішак · a6 білий пішак · a5 білий пішак · c5 біла тура · d5 білий слон · e5 білий король · h5 білий кінь · f4 білий ферзь · h4 білий кінь · a3 білий пішак · a2 білий пішак · g2 чорний пішак · h2 чорний пішак · e1 білий слон · g1 чорний король · h1 чорний ферзь | g8 біла тура · b7 чорний пішак · a6 білий пішак · a5 білий пішак · c5 біла тура · d5 білий слон · e5 білий король · h5 білий кінь · f4 білий ферзь · h4 білий кінь · a3 білий пішак · a2 білий пішак · g2 чорний пішак · h2 чорний пішак · e1 білий слон · g1 чорний король · h1 чорний ферзь | g8 біла тура · b7 чорний пішак · a6 білий пішак · a5 білий пішак · c5 біла тура · d5 білий слон · e5 білий король · h5 білий кінь · f4 білий ферзь · h4 білий кінь · a3 білий пішак · a2 білий пішак · g2 чорний пішак · h2 чорний пішак · e1 білий слон · g1 чорний король · h1 чорний ферзь | 2 |
| 1 | g8 біла тура · b7 чорний пішак · a6 білий пішак · a5 білий пішак · c5 біла тура · d5 білий слон · e5 білий король · h5 білий кінь · f4 білий ферзь · h4 білий кінь · a3 білий пішак · a2 білий пішак · g2 чорний пішак · h2 чорний пішак · e1 білий слон · g1 чорний король · h1 чорний ферзь | g8 біла тура · b7 чорний пішак · a6 білий пішак · a5 білий пішак · c5 біла тура · d5 білий слон · e5 білий король · h5 білий кінь · f4 білий ферзь · h4 білий кінь · a3 білий пішак · a2 білий пішак · g2 чорний пішак · h2 чорний пішак · e1 білий слон · g1 чорний король · h1 чорний ферзь | g8 біла тура · b7 чорний пішак · a6 білий пішак · a5 білий пішак · c5 біла тура · d5 білий слон · e5 білий король · h5 білий кінь · f4 білий ферзь · h4 білий кінь · a3 білий пішак · a2 білий пішак · g2 чорний пішак · h2 чорний пішак · e1 білий слон · g1 чорний король · h1 чорний ферзь | g8 біла тура · b7 чорний пішак · a6 білий пішак · a5 білий пішак · c5 біла тура · d5 білий слон · e5 білий король · h5 білий кінь · f4 білий ферзь · h4 білий кінь · a3 білий пішак · a2 білий пішак · g2 чорний пішак · h2 чорний пішак · e1 білий слон · g1 чорний король · h1 чорний ферзь | g8 біла тура · b7 чорний пішак · a6 білий пішак · a5 білий пішак · c5 біла тура · d5 білий слон · e5 білий король · h5 білий кінь · f4 білий ферзь · h4 білий кінь · a3 білий пішак · a2 білий пішак · g2 чорний пішак · h2 чорний пішак · e1 білий слон · g1 чорний король · h1 чорний ферзь | g8 біла тура · b7 чорний пішак · a6 білий пішак · a5 білий пішак · c5 біла тура · d5 білий слон · e5 білий король · h5 білий кінь · f4 білий ферзь · h4 білий кінь · a3 білий пішак · a2 білий пішак · g2 чорний пішак · h2 чорний пішак · e1 білий слон · g1 чорний король · h1 чорний ферзь | g8 біла тура · b7 чорний пішак · a6 білий пішак · a5 білий пішак · c5 біла тура · d5 білий слон · e5 білий король · h5 білий кінь · f4 білий ферзь · h4 білий кінь · a3 білий пішак · a2 білий пішак · g2 чорний пішак · h2 чорний пішак · e1 білий слон · g1 чорний король · h1 чорний ферзь | g8 біла тура · b7 чорний пішак · a6 білий пішак · a5 білий пішак · c5 біла тура · d5 білий слон · e5 білий король · h5 білий кінь · f4 білий ферзь · h4 білий кінь · a3 білий пішак · a2 білий пішак · g2 чорний пішак · h2 чорний пішак · e1 білий слон · g1 чорний король · h1 чорний ферзь | 1 |
|   | a | b | c | d | e | f | g | h |   |

1.Kd4! Цугцванг!
1... b5 2.Kd3! b4 3.Lf2+ Kf1 4.Ld4+ Ke1 5.Dd2+ Kf1 6.L:g2+ D:g2 7.De2+ D:e2#
1... b6 2.Tb5 ba5 3.Kc3! a4 4.Dd4+ Kf1 5.Lc4+ Ke1 6.S:g2+ D:g2 7.Dd2+ D:d2#
1... ba6 2.Dc1 Kf1 3.Sg3+ Kg1 4.Tb5! ab5 5.Ld2+ Kf2 6.De1+ D:e1 7.Le3+ D:e3#

¾  "пікеніні" (гра чорного пішака з сьомої горизонталі на чотири доступних йому поля), активний білий король, три ідеальних ехо — хамелеонних мати в центрі шахівниці на суміжних полях.
|   | a | b | c | d | e | f | g | h |   |
| 8 | c7 білий слон · d7 чорний пішак · a5 чорний ферзь · e5 білий пішак · g5 чорний пішак · c4 білий король · g4 білий пішак · b3 чорний пішак · f3 чорний кінь · h3 чорний пішак · a2 біла тура · d2 білий пішак · h2 чорний король · g1 чорний кінь · h1 чорна тура | c7 білий слон · d7 чорний пішак · a5 чорний ферзь · e5 білий пішак · g5 чорний пішак · c4 білий король · g4 білий пішак · b3 чорний пішак · f3 чорний кінь · h3 чорний пішак · a2 біла тура · d2 білий пішак · h2 чорний король · g1 чорний кінь · h1 чорна тура | c7 білий слон · d7 чорний пішак · a5 чорний ферзь · e5 білий пішак · g5 чорний пішак · c4 білий король · g4 білий пішак · b3 чорний пішак · f3 чорний кінь · h3 чорний пішак · a2 біла тура · d2 білий пішак · h2 чорний король · g1 чорний кінь · h1 чорна тура | c7 білий слон · d7 чорний пішак · a5 чорний ферзь · e5 білий пішак · g5 чорний пішак · c4 білий король · g4 білий пішак · b3 чорний пішак · f3 чорний кінь · h3 чорний пішак · a2 біла тура · d2 білий пішак · h2 чорний король · g1 чорний кінь · h1 чорна тура | c7 білий слон · d7 чорний пішак · a5 чорний ферзь · e5 білий пішак · g5 чорний пішак · c4 білий король · g4 білий пішак · b3 чорний пішак · f3 чорний кінь · h3 чорний пішак · a2 біла тура · d2 білий пішак · h2 чорний король · g1 чорний кінь · h1 чорна тура | c7 білий слон · d7 чорний пішак · a5 чорний ферзь · e5 білий пішак · g5 чорний пішак · c4 білий король · g4 білий пішак · b3 чорний пішак · f3 чорний кінь · h3 чорний пішак · a2 біла тура · d2 білий пішак · h2 чорний король · g1 чорний кінь · h1 чорна тура | c7 білий слон · d7 чорний пішак · a5 чорний ферзь · e5 білий пішак · g5 чорний пішак · c4 білий король · g4 білий пішак · b3 чорний пішак · f3 чорний кінь · h3 чорний пішак · a2 біла тура · d2 білий пішак · h2 чорний король · g1 чорний кінь · h1 чорна тура | c7 білий слон · d7 чорний пішак · a5 чорний ферзь · e5 білий пішак · g5 чорний пішак · c4 білий король · g4 білий пішак · b3 чорний пішак · f3 чорний кінь · h3 чорний пішак · a2 біла тура · d2 білий пішак · h2 чорний король · g1 чорний кінь · h1 чорна тура | 8 |
| 7 | c7 білий слон · d7 чорний пішак · a5 чорний ферзь · e5 білий пішак · g5 чорний пішак · c4 білий король · g4 білий пішак · b3 чорний пішак · f3 чорний кінь · h3 чорний пішак · a2 біла тура · d2 білий пішак · h2 чорний король · g1 чорний кінь · h1 чорна тура | c7 білий слон · d7 чорний пішак · a5 чорний ферзь · e5 білий пішак · g5 чорний пішак · c4 білий король · g4 білий пішак · b3 чорний пішак · f3 чорний кінь · h3 чорний пішак · a2 біла тура · d2 білий пішак · h2 чорний король · g1 чорний кінь · h1 чорна тура | c7 білий слон · d7 чорний пішак · a5 чорний ферзь · e5 білий пішак · g5 чорний пішак · c4 білий король · g4 білий пішак · b3 чорний пішак · f3 чорний кінь · h3 чорний пішак · a2 біла тура · d2 білий пішак · h2 чорний король · g1 чорний кінь · h1 чорна тура | c7 білий слон · d7 чорний пішак · a5 чорний ферзь · e5 білий пішак · g5 чорний пішак · c4 білий король · g4 білий пішак · b3 чорний пішак · f3 чорний кінь · h3 чорний пішак · a2 біла тура · d2 білий пішак · h2 чорний король · g1 чорний кінь · h1 чорна тура | c7 білий слон · d7 чорний пішак · a5 чорний ферзь · e5 білий пішак · g5 чорний пішак · c4 білий король · g4 білий пішак · b3 чорний пішак · f3 чорний кінь · h3 чорний пішак · a2 біла тура · d2 білий пішак · h2 чорний король · g1 чорний кінь · h1 чорна тура | c7 білий слон · d7 чорний пішак · a5 чорний ферзь · e5 білий пішак · g5 чорний пішак · c4 білий король · g4 білий пішак · b3 чорний пішак · f3 чорний кінь · h3 чорний пішак · a2 біла тура · d2 білий пішак · h2 чорний король · g1 чорний кінь · h1 чорна тура | c7 білий слон · d7 чорний пішак · a5 чорний ферзь · e5 білий пішак · g5 чорний пішак · c4 білий король · g4 білий пішак · b3 чорний пішак · f3 чорний кінь · h3 чорний пішак · a2 біла тура · d2 білий пішак · h2 чорний король · g1 чорний кінь · h1 чорна тура | c7 білий слон · d7 чорний пішак · a5 чорний ферзь · e5 білий пішак · g5 чорний пішак · c4 білий король · g4 білий пішак · b3 чорний пішак · f3 чорний кінь · h3 чорний пішак · a2 біла тура · d2 білий пішак · h2 чорний король · g1 чорний кінь · h1 чорна тура | 7 |
| 6 | c7 білий слон · d7 чорний пішак · a5 чорний ферзь · e5 білий пішак · g5 чорний пішак · c4 білий король · g4 білий пішак · b3 чорний пішак · f3 чорний кінь · h3 чорний пішак · a2 біла тура · d2 білий пішак · h2 чорний король · g1 чорний кінь · h1 чорна тура | c7 білий слон · d7 чорний пішак · a5 чорний ферзь · e5 білий пішак · g5 чорний пішак · c4 білий король · g4 білий пішак · b3 чорний пішак · f3 чорний кінь · h3 чорний пішак · a2 біла тура · d2 білий пішак · h2 чорний король · g1 чорний кінь · h1 чорна тура | c7 білий слон · d7 чорний пішак · a5 чорний ферзь · e5 білий пішак · g5 чорний пішак · c4 білий король · g4 білий пішак · b3 чорний пішак · f3 чорний кінь · h3 чорний пішак · a2 біла тура · d2 білий пішак · h2 чорний король · g1 чорний кінь · h1 чорна тура | c7 білий слон · d7 чорний пішак · a5 чорний ферзь · e5 білий пішак · g5 чорний пішак · c4 білий король · g4 білий пішак · b3 чорний пішак · f3 чорний кінь · h3 чорний пішак · a2 біла тура · d2 білий пішак · h2 чорний король · g1 чорний кінь · h1 чорна тура | c7 білий слон · d7 чорний пішак · a5 чорний ферзь · e5 білий пішак · g5 чорний пішак · c4 білий король · g4 білий пішак · b3 чорний пішак · f3 чорний кінь · h3 чорний пішак · a2 біла тура · d2 білий пішак · h2 чорний король · g1 чорний кінь · h1 чорна тура | c7 білий слон · d7 чорний пішак · a5 чорний ферзь · e5 білий пішак · g5 чорний пішак · c4 білий король · g4 білий пішак · b3 чорний пішак · f3 чорний кінь · h3 чорний пішак · a2 біла тура · d2 білий пішак · h2 чорний король · g1 чорний кінь · h1 чорна тура | c7 білий слон · d7 чорний пішак · a5 чорний ферзь · e5 білий пішак · g5 чорний пішак · c4 білий король · g4 білий пішак · b3 чорний пішак · f3 чорний кінь · h3 чорний пішак · a2 біла тура · d2 білий пішак · h2 чорний король · g1 чорний кінь · h1 чорна тура | c7 білий слон · d7 чорний пішак · a5 чорний ферзь · e5 білий пішак · g5 чорний пішак · c4 білий король · g4 білий пішак · b3 чорний пішак · f3 чорний кінь · h3 чорний пішак · a2 біла тура · d2 білий пішак · h2 чорний король · g1 чорний кінь · h1 чорна тура | 6 |
| 5 | c7 білий слон · d7 чорний пішак · a5 чорний ферзь · e5 білий пішак · g5 чорний пішак · c4 білий король · g4 білий пішак · b3 чорний пішак · f3 чорний кінь · h3 чорний пішак · a2 біла тура · d2 білий пішак · h2 чорний король · g1 чорний кінь · h1 чорна тура | c7 білий слон · d7 чорний пішак · a5 чорний ферзь · e5 білий пішак · g5 чорний пішак · c4 білий король · g4 білий пішак · b3 чорний пішак · f3 чорний кінь · h3 чорний пішак · a2 біла тура · d2 білий пішак · h2 чорний король · g1 чорний кінь · h1 чорна тура | c7 білий слон · d7 чорний пішак · a5 чорний ферзь · e5 білий пішак · g5 чорний пішак · c4 білий король · g4 білий пішак · b3 чорний пішак · f3 чорний кінь · h3 чорний пішак · a2 біла тура · d2 білий пішак · h2 чорний король · g1 чорний кінь · h1 чорна тура | c7 білий слон · d7 чорний пішак · a5 чорний ферзь · e5 білий пішак · g5 чорний пішак · c4 білий король · g4 білий пішак · b3 чорний пішак · f3 чорний кінь · h3 чорний пішак · a2 біла тура · d2 білий пішак · h2 чорний король · g1 чорний кінь · h1 чорна тура | c7 білий слон · d7 чорний пішак · a5 чорний ферзь · e5 білий пішак · g5 чорний пішак · c4 білий король · g4 білий пішак · b3 чорний пішак · f3 чорний кінь · h3 чорний пішак · a2 біла тура · d2 білий пішак · h2 чорний король · g1 чорний кінь · h1 чорна тура | c7 білий слон · d7 чорний пішак · a5 чорний ферзь · e5 білий пішак · g5 чорний пішак · c4 білий король · g4 білий пішак · b3 чорний пішак · f3 чорний кінь · h3 чорний пішак · a2 біла тура · d2 білий пішак · h2 чорний король · g1 чорний кінь · h1 чорна тура | c7 білий слон · d7 чорний пішак · a5 чорний ферзь · e5 білий пішак · g5 чорний пішак · c4 білий король · g4 білий пішак · b3 чорний пішак · f3 чорний кінь · h3 чорний пішак · a2 біла тура · d2 білий пішак · h2 чорний король · g1 чорний кінь · h1 чорна тура | c7 білий слон · d7 чорний пішак · a5 чорний ферзь · e5 білий пішак · g5 чорний пішак · c4 білий король · g4 білий пішак · b3 чорний пішак · f3 чорний кінь · h3 чорний пішак · a2 біла тура · d2 білий пішак · h2 чорний король · g1 чорний кінь · h1 чорна тура | 5 |
| 4 | c7 білий слон · d7 чорний пішак · a5 чорний ферзь · e5 білий пішак · g5 чорний пішак · c4 білий король · g4 білий пішак · b3 чорний пішак · f3 чорний кінь · h3 чорний пішак · a2 біла тура · d2 білий пішак · h2 чорний король · g1 чорний кінь · h1 чорна тура | c7 білий слон · d7 чорний пішак · a5 чорний ферзь · e5 білий пішак · g5 чорний пішак · c4 білий король · g4 білий пішак · b3 чорний пішак · f3 чорний кінь · h3 чорний пішак · a2 біла тура · d2 білий пішак · h2 чорний король · g1 чорний кінь · h1 чорна тура | c7 білий слон · d7 чорний пішак · a5 чорний ферзь · e5 білий пішак · g5 чорний пішак · c4 білий король · g4 білий пішак · b3 чорний пішак · f3 чорний кінь · h3 чорний пішак · a2 біла тура · d2 білий пішак · h2 чорний король · g1 чорний кінь · h1 чорна тура | c7 білий слон · d7 чорний пішак · a5 чорний ферзь · e5 білий пішак · g5 чорний пішак · c4 білий король · g4 білий пішак · b3 чорний пішак · f3 чорний кінь · h3 чорний пішак · a2 біла тура · d2 білий пішак · h2 чорний король · g1 чорний кінь · h1 чорна тура | c7 білий слон · d7 чорний пішак · a5 чорний ферзь · e5 білий пішак · g5 чорний пішак · c4 білий король · g4 білий пішак · b3 чорний пішак · f3 чорний кінь · h3 чорний пішак · a2 біла тура · d2 білий пішак · h2 чорний король · g1 чорний кінь · h1 чорна тура | c7 білий слон · d7 чорний пішак · a5 чорний ферзь · e5 білий пішак · g5 чорний пішак · c4 білий король · g4 білий пішак · b3 чорний пішак · f3 чорний кінь · h3 чорний пішак · a2 біла тура · d2 білий пішак · h2 чорний король · g1 чорний кінь · h1 чорна тура | c7 білий слон · d7 чорний пішак · a5 чорний ферзь · e5 білий пішак · g5 чорний пішак · c4 білий король · g4 білий пішак · b3 чорний пішак · f3 чорний кінь · h3 чорний пішак · a2 біла тура · d2 білий пішак · h2 чорний король · g1 чорний кінь · h1 чорна тура | c7 білий слон · d7 чорний пішак · a5 чорний ферзь · e5 білий пішак · g5 чорний пішак · c4 білий король · g4 білий пішак · b3 чорний пішак · f3 чорний кінь · h3 чорний пішак · a2 біла тура · d2 білий пішак · h2 чорний король · g1 чорний кінь · h1 чорна тура | 4 |
| 3 | c7 білий слон · d7 чорний пішак · a5 чорний ферзь · e5 білий пішак · g5 чорний пішак · c4 білий король · g4 білий пішак · b3 чорний пішак · f3 чорний кінь · h3 чорний пішак · a2 біла тура · d2 білий пішак · h2 чорний король · g1 чорний кінь · h1 чорна тура | c7 білий слон · d7 чорний пішак · a5 чорний ферзь · e5 білий пішак · g5 чорний пішак · c4 білий король · g4 білий пішак · b3 чорний пішак · f3 чорний кінь · h3 чорний пішак · a2 біла тура · d2 білий пішак · h2 чорний король · g1 чорний кінь · h1 чорна тура | c7 білий слон · d7 чорний пішак · a5 чорний ферзь · e5 білий пішак · g5 чорний пішак · c4 білий король · g4 білий пішак · b3 чорний пішак · f3 чорний кінь · h3 чорний пішак · a2 біла тура · d2 білий пішак · h2 чорний король · g1 чорний кінь · h1 чорна тура | c7 білий слон · d7 чорний пішак · a5 чорний ферзь · e5 білий пішак · g5 чорний пішак · c4 білий король · g4 білий пішак · b3 чорний пішак · f3 чорний кінь · h3 чорний пішак · a2 біла тура · d2 білий пішак · h2 чорний король · g1 чорний кінь · h1 чорна тура | c7 білий слон · d7 чорний пішак · a5 чорний ферзь · e5 білий пішак · g5 чорний пішак · c4 білий король · g4 білий пішак · b3 чорний пішак · f3 чорний кінь · h3 чорний пішак · a2 біла тура · d2 білий пішак · h2 чорний король · g1 чорний кінь · h1 чорна тура | c7 білий слон · d7 чорний пішак · a5 чорний ферзь · e5 білий пішак · g5 чорний пішак · c4 білий король · g4 білий пішак · b3 чорний пішак · f3 чорний кінь · h3 чорний пішак · a2 біла тура · d2 білий пішак · h2 чорний король · g1 чорний кінь · h1 чорна тура | c7 білий слон · d7 чорний пішак · a5 чорний ферзь · e5 білий пішак · g5 чорний пішак · c4 білий король · g4 білий пішак · b3 чорний пішак · f3 чорний кінь · h3 чорний пішак · a2 біла тура · d2 білий пішак · h2 чорний король · g1 чорний кінь · h1 чорна тура | c7 білий слон · d7 чорний пішак · a5 чорний ферзь · e5 білий пішак · g5 чорний пішак · c4 білий король · g4 білий пішак · b3 чорний пішак · f3 чорний кінь · h3 чорний пішак · a2 біла тура · d2 білий пішак · h2 чорний король · g1 чорний кінь · h1 чорна тура | 3 |
| 2 | c7 білий слон · d7 чорний пішак · a5 чорний ферзь · e5 білий пішак · g5 чорний пішак · c4 білий король · g4 білий пішак · b3 чорний пішак · f3 чорний кінь · h3 чорний пішак · a2 біла тура · d2 білий пішак · h2 чорний король · g1 чорний кінь · h1 чорна тура | c7 білий слон · d7 чорний пішак · a5 чорний ферзь · e5 білий пішак · g5 чорний пішак · c4 білий король · g4 білий пішак · b3 чорний пішак · f3 чорний кінь · h3 чорний пішак · a2 біла тура · d2 білий пішак · h2 чорний король · g1 чорний кінь · h1 чорна тура | c7 білий слон · d7 чорний пішак · a5 чорний ферзь · e5 білий пішак · g5 чорний пішак · c4 білий король · g4 білий пішак · b3 чорний пішак · f3 чорний кінь · h3 чорний пішак · a2 біла тура · d2 білий пішак · h2 чорний король · g1 чорний кінь · h1 чорна тура | c7 білий слон · d7 чорний пішак · a5 чорний ферзь · e5 білий пішак · g5 чорний пішак · c4 білий король · g4 білий пішак · b3 чорний пішак · f3 чорний кінь · h3 чорний пішак · a2 біла тура · d2 білий пішак · h2 чорний король · g1 чорний кінь · h1 чорна тура | c7 білий слон · d7 чорний пішак · a5 чорний ферзь · e5 білий пішак · g5 чорний пішак · c4 білий король · g4 білий пішак · b3 чорний пішак · f3 чорний кінь · h3 чорний пішак · a2 біла тура · d2 білий пішак · h2 чорний король · g1 чорний кінь · h1 чорна тура | c7 білий слон · d7 чорний пішак · a5 чорний ферзь · e5 білий пішак · g5 чорний пішак · c4 білий король · g4 білий пішак · b3 чорний пішак · f3 чорний кінь · h3 чорний пішак · a2 біла тура · d2 білий пішак · h2 чорний король · g1 чорний кінь · h1 чорна тура | c7 білий слон · d7 чорний пішак · a5 чорний ферзь · e5 білий пішак · g5 чорний пішак · c4 білий король · g4 білий пішак · b3 чорний пішак · f3 чорний кінь · h3 чорний пішак · a2 біла тура · d2 білий пішак · h2 чорний король · g1 чорний кінь · h1 чорна тура | c7 білий слон · d7 чорний пішак · a5 чорний ферзь · e5 білий пішак · g5 чорний пішак · c4 білий король · g4 білий пішак · b3 чорний пішак · f3 чорний кінь · h3 чорний пішак · a2 біла тура · d2 білий пішак · h2 чорний король · g1 чорний кінь · h1 чорна тура | 2 |
| 1 | c7 білий слон · d7 чорний пішак · a5 чорний ферзь · e5 білий пішак · g5 чорний пішак · c4 білий король · g4 білий пішак · b3 чорний пішак · f3 чорний кінь · h3 чорний пішак · a2 біла тура · d2 білий пішак · h2 чорний король · g1 чорний кінь · h1 чорна тура | c7 білий слон · d7 чорний пішак · a5 чорний ферзь · e5 білий пішак · g5 чорний пішак · c4 білий король · g4 білий пішак · b3 чорний пішак · f3 чорний кінь · h3 чорний пішак · a2 біла тура · d2 білий пішак · h2 чорний король · g1 чорний кінь · h1 чорна тура | c7 білий слон · d7 чорний пішак · a5 чорний ферзь · e5 білий пішак · g5 чорний пішак · c4 білий король · g4 білий пішак · b3 чорний пішак · f3 чорний кінь · h3 чорний пішак · a2 біла тура · d2 білий пішак · h2 чорний король · g1 чорний кінь · h1 чорна тура | c7 білий слон · d7 чорний пішак · a5 чорний ферзь · e5 білий пішак · g5 чорний пішак · c4 білий король · g4 білий пішак · b3 чорний пішак · f3 чорний кінь · h3 чорний пішак · a2 біла тура · d2 білий пішак · h2 чорний король · g1 чорний кінь · h1 чорна тура | c7 білий слон · d7 чорний пішак · a5 чорний ферзь · e5 білий пішак · g5 чорний пішак · c4 білий король · g4 білий пішак · b3 чорний пішак · f3 чорний кінь · h3 чорний пішак · a2 біла тура · d2 білий пішак · h2 чорний король · g1 чорний кінь · h1 чорна тура | c7 білий слон · d7 чорний пішак · a5 чорний ферзь · e5 білий пішак · g5 чорний пішак · c4 білий король · g4 білий пішак · b3 чорний пішак · f3 чорний кінь · h3 чорний пішак · a2 біла тура · d2 білий пішак · h2 чорний король · g1 чорний кінь · h1 чорна тура | c7 білий слон · d7 чорний пішак · a5 чорний ферзь · e5 білий пішак · g5 чорний пішак · c4 білий король · g4 білий пішак · b3 чорний пішак · f3 чорний кінь · h3 чорний пішак · a2 біла тура · d2 білий пішак · h2 чорний король · g1 чорний кінь · h1 чорна тура | c7 білий слон · d7 чорний пішак · a5 чорний ферзь · e5 білий пішак · g5 чорний пішак · c4 білий король · g4 білий пішак · b3 чорний пішак · f3 чорний кінь · h3 чорний пішак · a2 біла тура · d2 білий пішак · h2 чорний король · g1 чорний кінь · h1 чорна тура | 1 |
|   | a | b | c | d | e | f | g | h |   |

1... Ld8 2.D:d2 L:g5 3.Dg2 Lf4#
1... Ta1 2.D:e5 Tf1 3.Dg3 Tf2#

1... T:a5 2.S:e5+ T:e5 3.b2! Te2#
1... L:a5 2.S:d2+ L:d2 3.d6! Lf4#

Повна аналогія у діагонально-фронтальному механізмі у двох парах розв'язків.